# Carbayal (Santuyano)
Carbayal és una casería de la parròquia de Santuyano, al conceyu asturià de Bimenes.

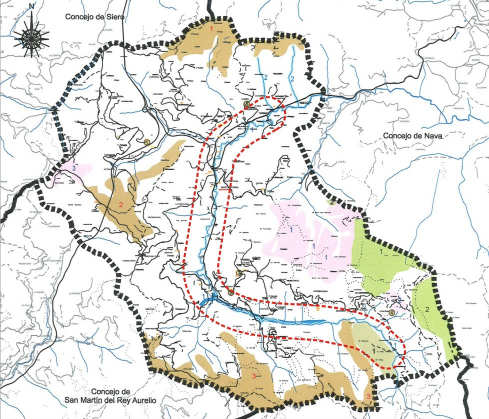
Mapa del conceyu de Bimenes. Carbayal se situa al nord-est de la zona delimitada, just per sota de la carretera, a la frontera amb el conceyu de Nava.

Se situa a vuit-cents metres de Martimporra, capital del municipi, i a una altitud mitjana de 358 msnm. El 2022 tenia un sol habitant, la meitat que el 2002.